# Kliopsyllus insularis
Kliopsyllus insularis är en kräftdjursart som beskrevs av Kunz 1981. Kliopsyllus insularis ingår i släktet Kliopsyllus och familjen Paramesochridae. Inga underarter finns listade i Catalogue of Life.